# DNAJB7
DNAJB7 (англ. DnaJ heat shock protein family (Hsp40) member B7) – білок, який кодується однойменним геном, розташованим у людей на довгому плечі 22-ї хромосоми. Довжина поліпептидного ланцюга білка становить 309 амінокислот, а молекулярна маса — 35 434.
| 10         |  | 20         |  | 30         |  | 40         |  | 50         |
| ---------- |  | ---------- |  | ---------- |  | ---------- |  | ---------- |
| MVDYYEVLGL |  | QRYASPEDIK |  | KAYHKVALKW |  | HPDKNPENKE |  | EAERKFKEVA |
| EAYEVLSNDE |  | KRDIYDKYGT |  | EGLNGGGSHF |  | DDECEYGFTF |  | HKPDDVFKEI |
| FHERDPFSFH |  | FFEDSLEDLL |  | NRPGSSYGNR |  | NRDAGYFFST |  | ASEYPIFEKF |
| SSYDTGYTSQ |  | GSLGHEGLTS |  | FSSLAFDNSG |  | MDNYISVTTS |  | DKIVNGRNIN |
| TKKIIESDQE |  | REAEDNGELT |  | FFLVNSVANE |  | EGFAKECSWR |  | TQSFNNYSPN |
| SHSSKHVSQY |  | TFVDNDEGGI |  | SWVTSNRDPP |  | IFSAGVKEGG |  | KRKKKKRKEV |
| QKKSTKRNC  |  |            |  |            |  |            |  |            |

A: Аланін

C: Цистеїн

D: Аспарагінова кислота

E: Глутамінова кислота

F: Фенілаланін

G: Гліцин

H: Гістидин

I: Ізолейцин

K: Лізин

L: Лейцин

M: Метіонін

N: Аспарагін

P: Пролін

Q: Глутамін

R: Аргінін

S: Серин

T: Треонін

V: Валін

W: Триптофан

Кодований геном білок за функцією належить до шаперонів. 